# Barrow (řeka)
Barrow (irsky Abhainn na Bearú nebo An Bhearú, anglicky River Barrow) je po řece Shannon druhá nejdelší řeka v Irsku. Měří 192 km.
Barrow je patrně řeka, která je na Ptolemaiově mapě z roku 250 n. l. vyznačena jako Birgus. Nejstarší zaznamenané irské jméno zní Berbha, pochází z roku 996 n. l.

## Průběh toku
Pramení v horách Slieve Bloom. Společně s řekami Suir (An tSiúr) a Nore (An Fheoir) ústí do Keltského moře poblíž Waterfordu, přičemž vytváří estuár. Těmto řekám se v Irsku říká Tři sestry, neboť Nore se vlévá do Barow a ta pak krátce před ústím do estuáru do Suir.

## Vodní stav
Zdrojem vody jsou dešťové srážky. Má dostatek vody po celý rok.

## Využití
Na řece je rozvinutá lodní doprava. Na horním toku je spojena s kanálem Grand, který vede od řeky Shannon do Dublinu.

## Přítoky
- Burren (An Bhoirinn)
- Greese (An Ghrís)
- Slate (An Tarae)
- Cushina (An Eidhneach)
- Figile (Abhainn Fhiodh Gaibhle)